# Festuca maleschevica
Festuca maleschevica är en gräsart som beskrevs av Velchev och P.Vassil. Festuca maleschevica ingår i släktet svinglar, och familjen gräs. Inga underarter finns listade i Catalogue of Life.